# Sin’al Fine
Sin'al Fine is een kamerkoor uit Ekeren, een deelgemeente van Antwerpen. Het koor ontstond in de jaren zeventig binnen de schoot van de familie De Blick en heette aanvankelijk De Ghespeelkens. Sin'al Fine brengt een gemengd repertoire van polyfonie uit de zestiende en de zeventiende eeuw, aangevuld met wereldmuziek en werk van hedendaagse Vlaamse componisten.